# Asaf Avidan
Asaf Avidan (hebrejsky: אסף אבידן, narozen 23. března 1980) je izraelský hudebník, zpěvák a textař. Je též frontmanem izraelské folkrockové skupiny Asaf Avidan & the Mojos.

## Biografie
Narodil se v Jeruzalémě do rodiny diplomatů a jako dítě žil čtyři roky na Jamajce. Po povinné vojenské službě v izraelské armádě studoval animaci na Becalelově akademii umění. Jeden z jeho projektů, krátký film Find Love Now vyhrál v kategorii krátkých filmů na mezinárodním filmovém festivalu v Haifě. Po dokončení studií se přestěhoval do Tel Avivu, kde pracoval jako animátor. Později se přestěhoval zpět do Jeruzaléma, kde v roce 2006 založil svou kapelu.